# Carolina Malmborg
Carolina Malmborg (* 2. September 1987 in Stockholm) ist eine schwedische Schauspielerin.

## Leben
Carolina Malmborg wuchs in Stockholm auf.
Sie steht seit Ende der 2000er-Jahre als Schauspielerin vor der Kamera. Sie ist als Darstellerin auch am Theater aktiv. In Theaterstücken und in Kabarett-Programmen stand sie unter anderem auch am Königlichen Theater Stockholm auf der Bühne. Sie tritt in verschiedenen Fernsehshows als Stand-up-Comedienne auf.
Internationale Bekanntheit erlangte sie im Jahr 2010 durch ihre Darstellung der Nudistin Kerstin Pärsson in dem Kurzfilm Nudisten unter der Regie von My Sandström, der ein fiktionaler Dokumentarfilm ist (Mockumentary).
Über ihr Privatleben sind keine Informationen veröffentlicht worden.

## Filmografie
- 2010: Nudisten (Kurzfilm)
- 2020: Maste gitt (Fernsehserie)